# Vígľaš
Vígľaš je obec na Slovensku v okrese Detva v Banskobystrickém kraji. Obec leží v údolí řeky Slatina ve Zvolenské kotlině asi 14 km východně od města Zvolen. V roce 2009 měla obec 1 675 obyvatel, rozloha katastrálního území činí 32,06 km².
Přes obec vede železniční trať Zvolen–Košice.

## Pamětihodnosti
- Vígľašský zámek
- Přírodní rezervace Rohy
- Chráněný areál Hrončiačka

## Rodáci
- Ján Košút, slovenský politický vězeň, internovaný v gulagu